# Lanistes nyssanus
Lanistes nyssanus es una especie de molusco gasterópodo de la familia Ampullaridae en el orden de los Mesogastropoda.

## Distribución geográfica
Se encuentra en Malaui y Mozambique.